# Annie Wersching

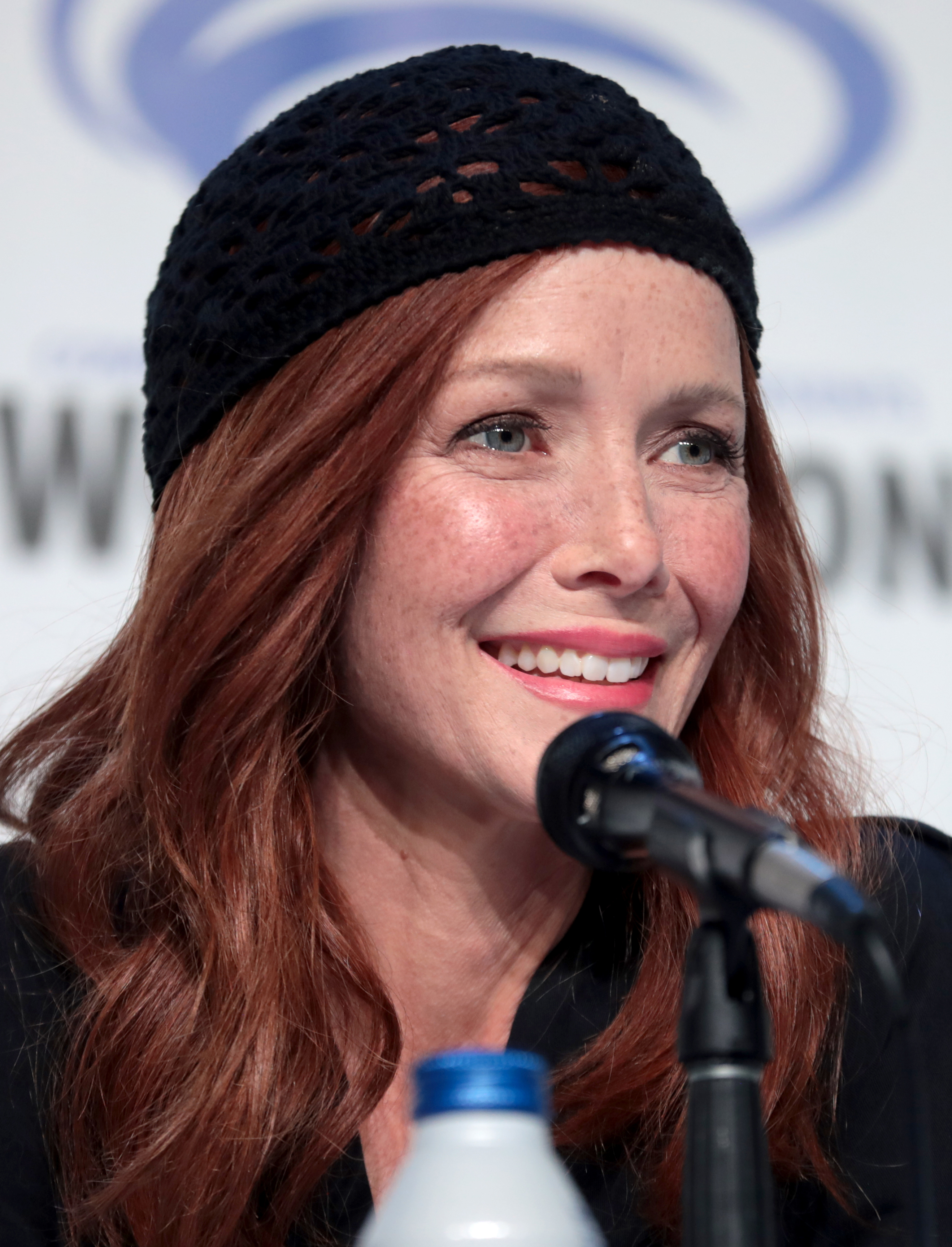
Annie Wersching bei der WonderCon 2022

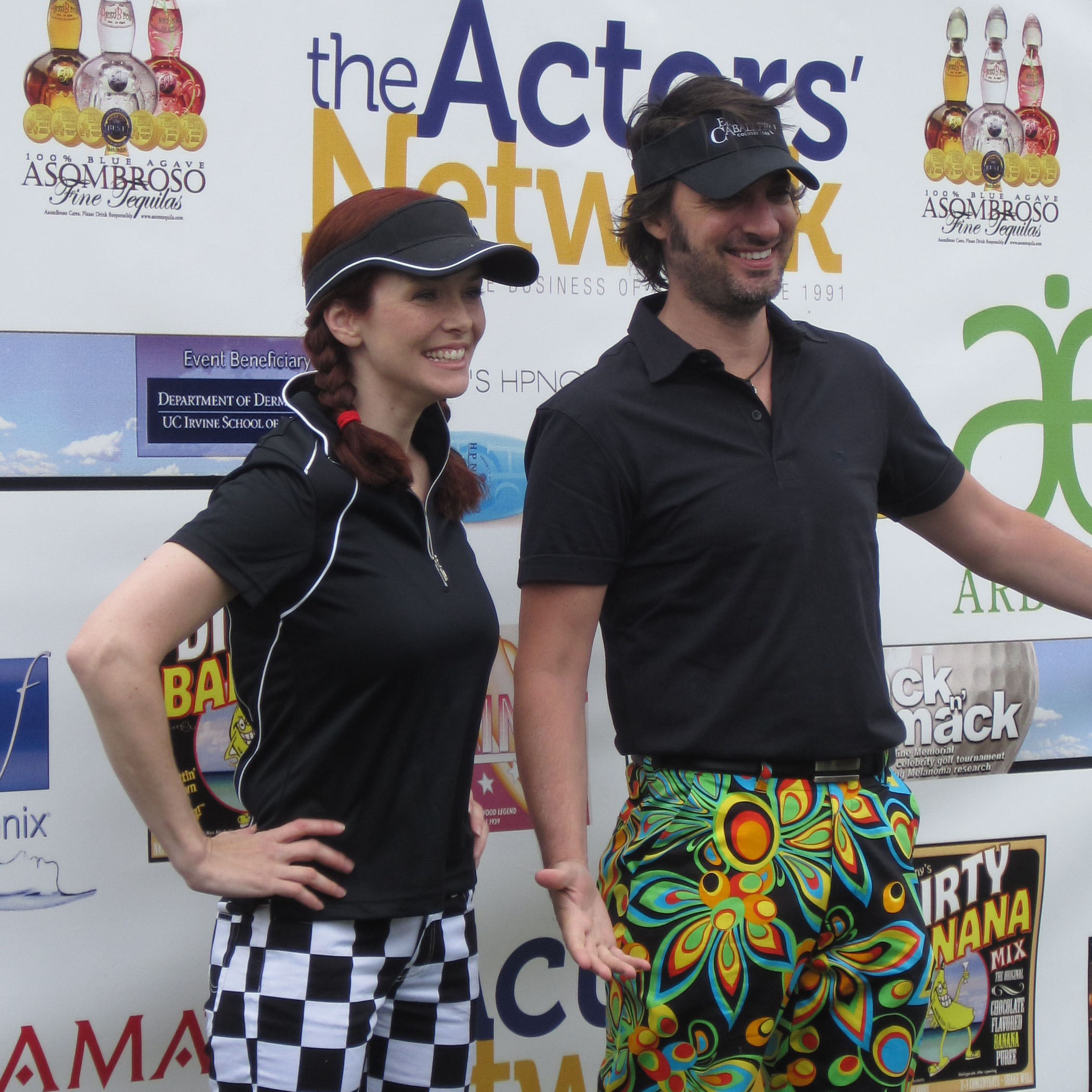
Annie Wersching mit ihrem Ehemann, dem Schauspieler Stephen Full (2011)

Annie Wersching (* 28. März 1977 in St. Louis, Missouri als Anne Elizabeth Wersching; † 29. Januar 2023 in Los Angeles, Kalifornien) war eine US-amerikanische Schauspielerin.

## Leben und Karriere
Annie Wersching studierte Musical an der Milikin University in Decatur, Illinois und graduierte 1999 mit einem Bachelor of Fine Arts.
Nach einigen kleineren Auftritten in US-amerikanischen Fernsehserien wie Star Trek: Enterprise in der Folge Schiff der Geister der ersten Staffel, Birds of Prey, Frasier, Angel – Jäger der Finsternis, Boston Legal  oder Supernatural spielte sie in 80 Folgen als Amelia Joffe in General Hospital. 2009 wurde Wersching durch ihre Hauptrolle als Renee Walker in der siebten und achten Staffel der Serie 24 bekannt.  In The Vampire Diaries spielte sie in 18 Folgen mit. Es folgten weitere Auftritte in Serien wie Rizzoli & Isles, Castle oder The Rookie.
Wersching heiratete im September 2009 ihren Schauspielkollegen Stephen Full auf ihrem Anwesen in Los Angeles. Aus der Ehe gingen drei Söhne (* 2010, * 2013, * 2018) hervor.

### Früher Tod
Wersching starb 2023 an den Folgen einer Krebserkrankung, die im Jahr 2020 diagnostiziert worden war.

## Filmografie
- 2002: Star Trek: Enterprise (Enterprise, Fernsehserie, Folge 1x20 Schiff der Geister)
- 2002: Birds of Prey (Fernsehserie, Folge 1x07)
- 2003: Frasier (Fernsehserie, Folge 10x11)
- 2003: Angel – Jäger der Finsternis (Angel, Fernsehserie, Folge 4x18)
- 2003: Bruce Allmächtig (Bruce Almighty)
- 2004: Charmed – Zauberhafte Hexen (Charmed, Fernsehserie, Folge 6x20)
- 2005: Out of Practice – Doktor, Single sucht … (Out of Practice, Fernsehserie, Folge 1x22)
- 2005: Killer Instinct (Fernsehserie, Folge 1x08)
- 2005: E-Ring – Military Minds (E-Ring, Fernsehserie, Folge 1x11)
- 2006: The Showdown (Kurzfilm)
- 2006: Cold Case – Kein Opfer ist je vergessen (Cold Case, Fernsehserie, Folge 4x07)
- 2006: Boston Legal (Fernsehserie, Folge 3x10)
- 2007: Supernatural (Fernsehserie, Folge 2x11)
- 2007: General Hospital (Fernsehserie, 80 Folgen)
- 2007: Journeyman – Der Zeitspringer (Journeyman, Fernsehserie, Folge 1x02)
- 2007: Company Man (Fernsehfilm)
- 2009–2010: 24 (Fernsehserie, 37 Folgen)
- 2010: Below the Beltway
- 2010: CSI: Den Tätern auf der Spur (CSI: Crime Scene Investigation, Fernsehserie, Folge 11x05)
- 2010: Navy CIS (NCIS, Fernsehserie, Folge 8x10)
- 2011: My Superhero Family (No Ordinary Family, Fernsehserie, Folge 1x11)
- 2011: Rizzoli & Isles (Fernsehserie, Folge 2x04)
- 2011: Hawaii Five-0 (Fernsehserie, Folge 2x06)
- 2011: Partners (Fernsehfilm)
- 2012: Blue-Eyed Butcher (Fernsehfilm)
- 2012: Harry’s Law (Fernsehserie, Folge 2x18)
- 2013: Carriers – Die Leihgabe (The Surrogate, Fernsehfilm)
- 2013: Body of Proof (Fernsehserie, 2 Folgen)
- 2013: Dallas (Fernsehserie, 4 Folgen)
- 2013: Touch (Fernsehserie, Folge 1x03)
- 2013: Revolution (Fernsehserie, 2 Folgen)
- 2013: The Last of Us (Videospiel, Stimme, Motion Capture)
- 2013–2015: Castle (Fernsehserie, 3 Folgen)
- 2014: Intelligence (Fernsehserie, Folge 1x03)
- 2014: Extant (Fernsehserie, 6 Folgen)
- 2014–2016, 2021: Bosch (Fernsehserie, 13 Folgen)
- 2015–2016: Vampire Diaries (The Vampire Diaries, Fernsehserie, 18 Folgen)
- 2016: The Catch (Fernsehserie, Folge 1x07)
- 2017: Doubt (Fernsehserie, Folge 1x09)
- 2017: Blonder Wahnsinn (The Other Mother)
- 2017–2018: Timeless (Fernsehserie, 13 Folgen)
- 2017–2019: Marvel’s Runaways (Fernsehserie, 30 Folgen, Hauptrolle)
- 2019–2022: The Rookie (Fernsehserie, 6 Folgen)
- 2022: Star Trek: Picard (Fernsehserie, 6 Folgen)